# The Black Eyed Peas Experience
 (janvier 2023).
The Black Eyed Peas Experience est un jeu vidéo de rythme développé par Ubisoft Québec et édité par Ubisoft.

## Système de jeu
Le système de jeu est le même que Just Dance. Marquer le plus de points et gagner le plus d'étoiles.

## Développement
Le jeu a été présenté pour la première fois lors de la Gamescom 2011.

## Titres
les chansons suivantes sont incluses dans le jeu.
| Titres                                    | Xbox 360 | Wii |
| ----------------------------------------- | -------- | --- |
| Boom Boom Pow                             | Oui      | Oui |
| Cali to New York (feat. De la Soul)       | Oui      | Non |
| Disco Club                                | Oui      | Oui |
| Don't Lie                                 | Oui      | Oui |
| Don't Phunk with My Heart                 | Oui      | Oui |
| Don't Stop the Party                      | Oui      | Oui |
| Dum Diddly                                | Oui      | Oui |
| Everything Wonderful (feat. David Guetta) | Oui      | Oui |
| Fashion Beats                             | Oui      | Oui |
| Hey Mama                                  | Oui      | Oui |
| I Gotta Feeling                           | Oui      | Oui |
| Imma Be                                   | Oui      | Oui |
| Just Can't Get Enough                     | Oui      | Oui |
| Let's Get It Started                      | Oui      | Oui |
| Light Up the Night                        | Oui      | Oui |
| Love You Long Time                        | Oui      | Non |
| Meet Me Halfway                           | Oui      | Oui |
| My Humps                                  | Oui      | Oui |
| My Style (feat. Justin Timberlake)        | Oui      | Oui |
| Pump It                                   | Oui      | Oui |
| Rock That Body                            | Oui      | Oui |
| Shut Up                                   | Oui      | Oui |
| Showdown                                  | Oui      | Non |
| Smells Like Funk                          | Oui      | Non |
| Someday                                   | Oui      | Oui |
| Take It Off                               | Oui      | Oui |
| The Best One Yet (The Boy)                | Oui      | Oui |
| The Situation                             | Oui      | Non |
| The Time (Dirty Bit)                      | Oui      | Oui |
| They Don't Want Music (feat. James Brown) | Non      | Oui |
| Whenever                                  | Oui      | Oui |